# Antheraea intermedia
Antheraea intermedia är en fjärilsart som beskrevs av Eugène Louis Bouvier 1936. Antheraea intermedia ingår i släktet Antheraea och familjen påfågelsspinnare. Inga underarter finns listade i Catalogue of Life.